# Olympische Sommerspiele 2016/Teilnehmer (Serbien)
| Gelbes Symbol für Goldmedaillen mit stilisierten Olympischen Ringen | Graues Symbol für Silbermedaillen mit stilisierten Olympischen Ringen | Braundes Symbol für Bronzemedaillen mit stilisierten Olympischen Ringen |
| ------------------------------------------------------------------- | --------------------------------------------------------------------- | ----------------------------------------------------------------------- |
| 2                                                                   | 4                                                                     | 2                                                                       |

Serbien nahm an den Olympischen Spielen 2016 in Rio de Janeiro teil. Es war die insgesamt vierte Teilnahme an Olympischen Sommerspielen. Das Olimpijski Komitet Srbije nominierte 103 Athleten für 14 Sportarten.
Fahnenträgerin bei der Eröffnungsfeier war die Sportschützin Ivana Anđušić Maksimović.

## Teilnehmer nach Sportarten

### Basketball
| Wettbewerb      | Frauen | Männer |
| --------------- | --- | --- |
| Athleten        | Tamara Radočaj Sonja Petrović Saša Čađo Sara Krnjić Nevena Jovanović Jelena Milovanović Dajana Butulija Dragana Stanković Aleksandra Crvendakić Milica Dabović Ana Dabović Danielle Page | Miloš Teodosić Marko Simonović Bogdan Bogdanović Stefan Marković Nikola Kalinić Nemanja Nedović Stefan Birčević Miroslav Raduljica Nikola Jokić Vladimir Štimac Stefan Jović Milan Mačvan |
| Trainer         | Marina Maljković | Aleksandar Đorđević |
| Gruppenphase    | Spanien (59:65) Kanada (67:71) USA (84:110) China (80:72) Senegal (95:88) | Venezuela (86:62) Australien (80:95) Frankreich (75:76) USA (91:94) China (94:60) |
| Viertelfinale   | Australien (73:71) | Kroatien (86:83) |
| Halbfinale      | Spanien (54:68) | Australien (87:61) |
| Spiel um Bronze | Frankreich (70:63) | – |
| Finale          | – | USA (66:96) |
| Platzierung     | Bronze | Silber |

### Judo
| Athleten          | Wettbewerb | 1. Runde | 1. Runde   | 2. Runde | 2. Runde    | Viertelfinale | Viertelfinale | Halbfinale / Trostrunde | Halbfinale / Trostrunde | Finale / Platz 3 | Finale / Platz 3 | Rang |
| Athleten          | Wettbewerb | Gegner   | Ergebnis   | Gegner   | Ergebnis    | Gegner        | Ergebnis      | Gegner                  | Ergebnis                | Gegner           | Ergebnis         | Rang |
| ----------------- | ---------- | -------- | ---------- | -------- | ----------- | ------------- | ------------- | ----------------------- | ----------------------- | ---------------- | ---------------- | ---- |
| Männer            |            |          |            |          |             |               |               |                         |                         |                  |                  |      |
| Aleksandar Kukolj | bis 90 kg  | M. Žgank | 100s0:00s1 | M. Baker | 000s0:100s1 | ausgeschieden | ausgeschieden | ausgeschieden           | ausgeschieden           | ausgeschieden    | ausgeschieden    | 9    |

### Kanu

#### Kanurennsport
| Athleten                                                                 | Wettbewerb | Vorlauf      | Vorlauf | Halbfinale   | Halbfinale | Finale        | Finale        | Rang          |
| Athleten                                                                 | Wettbewerb | Zeit         | Rang    | Zeit         | Rang       | Zeit          | Rang          | Rang          |
| ------------------------------------------------------------------------ | ---------- | ------------ | ------- | ------------ | ---------- | ------------- | ------------- | ------------- |
| Frauen                                                                   |            |              |         |              |            |               |               |               |
| Olivera Moldovan                                                         | K-1 200 m  | 43,339 s     | 5       | 42,123 s     | 7          | ausgeschieden | ausgeschieden | ausgeschieden |
| Dalma Ružičić-Benedek                                                    | K-1 500 m  | 1:54,048 min | 5       | 1:57,294 min | 3          | 1:55,095 min  | 7             | 7             |
| Nikolina Moldovan Milica Starović                                        | K-2 500 m  | 1:46,410 min | 5       | 1:46,008 min | 6          | 1:48,146 min  | 10            | 10            |
| Nikolina Moldovan Olivera Moldovan Dalma Ružičić-Benedek Milica Starović | K-4 500 m  | 1:39,316 min | 7       | 1:38,398 min | 5          | 1:42,818 min  | 14            | 14            |
| Männer                                                                   |            |              |         |              |            |               |               |               |
| Marko Novaković                                                          | K-1 200 m  | 34,938 s     | 3       | 34,778 s     | 5          | 37,415 s      | 13            | 13            |
| Dejan Pajić                                                              | K-1 1000 m | 3:36,884 min | 4       | 3:48,158 min | 8          | 3:40,502 min  | 15            | 15            |
| Nebojša Grujić Marko Novaković                                           | K-2 200 m  | 31,776 s     | 2       | 32,513 s     | 3          | 32,656 s      | 6             | 6             |
| Marko Tomićević Milenko Zorić                                            | K-2 1000 m | 3:15,298 min | 1       | –            | –          | 3:10,969 min  | 2             | Silber        |
| Marko Tomićević Milenko Zorić Dejan Pajić Vladimir Torubarov             | K-4 1000 m | 3:05,272 min | 6       | 2:59,636 min | 3          | 3:10,241 min  | 8             | 8             |

### Leichtathletik
Laufen und Gehen 
| Athleten           | Wettbewerb   | Runde 1     | Runde 1 | Halbfinale    | Halbfinale    | Finale        | Finale        | Rang |
| Athleten           | Wettbewerb   | Zeit        | Rang    | Zeit          | Rang          | Zeit          | Rang          | Rang |
| ------------------ | ------------ | ----------- | ------- | ------------- | ------------- | ------------- | ------------- | ---- |
| Frauen             |              |             |         |               |               |               |               |      |
| Tamara Salaški     | 400 m        | 52,70 s     | 37      | ausgeschieden | ausgeschieden | ausgeschieden | ausgeschieden | 37   |
| Amela Terzić       | 800 m        | 2:00,99 min | 32      | 2:03,81 min   | 23            | ausgeschieden | ausgeschieden | 23   |
| Amela Terzić       | 1500 m       | 4:15,17 min | 34      | ausgeschieden | ausgeschieden | ausgeschieden | ausgeschieden | 34   |
| Olivera Jevtić     | Marathon     | –           | –       | –             | –             | nicht beendet | nicht beendet | –    |
| Männer             |              |             |         |               |               |               |               |      |
| Anđelko Rističević | Marathon     | –           | –       | –             | –             | 2:30:17 h     | 119           | 119  |
| Nenad Filipović    | 50 km Gehen  | –           | –       | –             | –             | 4:25:41 h     | 46            | 46   |
| Predrag Filipović  | 50 km Gehen  | –           | –       | –             | –             | 4:39:48 h     | 49            | 49   |
| Vladimir Savanović | 50 km Gehen  | –           | –       | –             | –             | 4:15:53 h     | 42            | 42   |
| Milan Ristić       | 110 m Hürden | 13,66 s     | 24      | ausgeschieden | ausgeschieden | ausgeschieden | ausgeschieden | 24   |

 Springen und Werfen 
| Athleten          | Wettbewerb  | Qualifikation | Qualifikation | Finale        | Finale        | Rang   |
| Athleten          | Wettbewerb  | Weite/Höhe    | Rang          | Weite/Höhe    | Rang          | Rang   |
| ----------------- | ----------- | ------------- | ------------- | ------------- | ------------- | ------ |
| Frauen            |             |               |               |               |               |        |
| Ivana Španović    | Weitsprung  | 6,87 m        | 1             | 7,08 m        | 3             | Bronze |
| Dragana Tomašević | Diskuswurf  | 57,67 m       | 19            | ausgeschieden | ausgeschieden | 19     |
| Männer            |             |               |               |               |               |        |
| Asmir Kolašinac   | Kugelstoßen | 20,16 m       | 15            | ausgeschieden | ausgeschieden | 15     |

 Mehrkampf 
| Athleten         | 100 m    | 100 m | Weitsprung | Weitsprung | Kugelstoßen | Kugelstoßen | Hochsprung | Hochsprung | 400 m    | 400 m | 110 m Hürden | 110 m Hürden | Diskuswurf | Diskuswurf | Stabhochsprung | Stabhochsprung | Speerwurf        | Speerwurf        | 1500 m     | 1500 m     | Punkte     | Rang       |
| Athleten         | Zeit (s) | Pkte. | Weite (m)  | Pkte.      | Weite (m)   | Pkte.       | Höhe (m)   | Pkte.      | Zeit (s) | Pkte. | Zeit (s)     | Pkte.        | Weite (m)  | Pkte.      | Höhe (m)       | Pkte.          | Weite (m)        | Pkte.            | Zeit (min) | Pkte.      | Punkte     | Rang       |
| ---------------- | -------- | ----- | ---------- | ---------- | ----------- | ----------- | ---------- | ---------- | -------- | ----- | ------------ | ------------ | ---------- | ---------- | -------------- | -------------- | ---------------- | ---------------- | ---------- | ---------- | ---------- | ---------- |
| Zehnkampf Männer |          |       |            |            |             |             |            |            |          |       |              |              |            |            |                |                |                  |                  |            |            |            |            |
| Mihail Dudaš     | 10,83 s  | 899   | 7,29 m     | 883        | 14,23 m     | 742         | 2,04 m     | 840        | 49,13 s  | 855   | 14,65 s      | 892          | 43,27 m    | 731        | 4,60 m         | 790            | nicht angetreten | nicht angetreten | aufgegeben | aufgegeben | aufgegeben | aufgegeben |

### Schießen
| Athleten                 | Wettbewerb                               | Qualifikation   | Qualifikation | Finale          | Finale        | Ringe/ Scheiben | Rang |
| Athleten                 | Wettbewerb                               | Ringe/ Scheiben | Rang          | Ringe/ Scheiben | Rang          | Ringe/ Scheiben | Rang |
| ------------------------ | ---------------------------------------- | --------------- | ------------- | --------------- | ------------- | --------------- | ---- |
| Frauen                   |                                          |                 |               |                 |               |                 |      |
| Zorana Arunović          | Luftpistole 10 Meter                     | 382             | 11            | ausgeschieden   | ausgeschieden | 382             | 11   |
| Bobana Veličković        | Luftpistole 10 Meter                     | 385             | 6             | 96,4            | 7             | 481,4           | 7    |
| Zorana Arunović          | Sportpistole 25 Meter                    | 576             | 19            | ausgeschieden   | ausgeschieden | 576             | 19   |
| Bobana Veličković        | Sportpistole 25 Meter                    | 576             | 21            | ausgeschieden   | ausgeschieden | 576             | 21   |
| Andrea Arsović           | Luftgewehr 10 Meter                      | 413,5           | 26            | ausgeschieden   | ausgeschieden | 413,5           | 26   |
| Ivana Anđušić Maksimović | Luftgewehr 10 Meter                      | 415,4           | 12            | ausgeschieden   | ausgeschieden | 415,4           | 12   |
| Andrea Arsović           | Kleinkaliber Dreistellungskampf 50 Meter | 573             | 28            | ausgeschieden   | ausgeschieden | 573             | 28   |
| Ivana Anđušić Maksimović | Kleinkaliber Dreistellungskampf 50 Meter | 578             | 19            | ausgeschieden   | ausgeschieden | 578             | 19   |
| Männer                   |                                          |                 |               |                 |               |                 |      |
| Dimitrije Grgić          | Luftpistole 10 Meter                     | 579             | 9             | ausgeschieden   | ausgeschieden | 579             | 9    |
| Damir Mikec              | Luftpistole 10 Meter                     | 575             | 25            | ausgeschieden   | ausgeschieden | 575             | 25   |
| Dimitrije Grgić          | Freie Pistole 50 Meter                   | 552             | 16            | ausgeschieden   | ausgeschieden | 552             | 16   |
| Damir Mikec              | Freie Pistole 50 Meter                   | 551             | 18            | ausgeschieden   | ausgeschieden | 551             | 18   |
| Milenko Sebić            | Luftgewehr 10 Meter                      | 620,0           | 33            | ausgeschieden   | ausgeschieden | 620,0           | 33   |
| Milutin Stefanović       | Luftgewehr 10 Meter                      | 624,3           | 12            | ausgeschieden   | ausgeschieden | 624,3           | 12   |
| Milenko Sebić            | Kleinkaliber Dreistellungskampf 50 Meter | 1172            | 11            | ausgeschieden   | ausgeschieden | 1172            | 11   |
| Stevan Pletikosić        | Kleinkaliber Dreistellungskampf 50 Meter | 1168            | 25            | ausgeschieden   | ausgeschieden | 1168            | 25   |
| Milenko Sebić            | Kleinkaliber liegend 50 Meter            | 620,4           | 34            | ausgeschieden   | ausgeschieden | 620,4           | 34   |
| Stevan Pletikosić        | Kleinkaliber liegend 50 Meter            | 621,6           | 21            | ausgeschieden   | ausgeschieden | 621,6           | 21   |

### Schwimmen
| Athleten            | Wettbewerb     | Vorlauf     | Vorlauf | Halbfinale    | Halbfinale    | Finale        | Finale        | Rang |
| Athleten            | Wettbewerb     | Zeit        | Rang    | Zeit          | Rang          | Zeit          | Rang          | Rang |
| ------------------- | -------------- | ----------- | ------- | ------------- | ------------- | ------------- | ------------- | ---- |
| Frauen              |                |             |         |               |               |               |               |      |
| Katarina Simonović  | 200 m Freistil | 2:00,06 min | 30      | ausgeschieden | ausgeschieden | ausgeschieden | ausgeschieden | 30   |
| Katarina Simonović  | 400 m Freistil | 4:15,57 min | 23      | –             | –             | ausgeschieden | ausgeschieden | 23   |
| Anja Crevar         | 200 m Lagen    | 2:15,33 min | 27      | ausgeschieden | ausgeschieden | ausgeschieden | ausgeschieden | 27   |
| Anja Crevar         | 400 m Lagen    | 4:43,19 min | 20      | –             | –             | ausgeschieden | ausgeschieden | 20   |
| Männer              |                |             |         |               |               |               |               |      |
| Velimir Stjepanović | 100 m Freistil | 49,24 s     | 32      | ausgeschieden | ausgeschieden | ausgeschieden | ausgeschieden | 32   |
| Velimir Stjepanović | 200 m Freistil | 1:46,64 min | 10      | 1:47,28 min   | 13            | ausgeschieden | ausgeschieden | 13   |
| Velimir Stjepanović | 400 m Freistil | 3:46,78 min | 14      | –             | –             | ausgeschieden | ausgeschieden | 14   |
| Čaba Silađi         | 100 m Brust    | 1:00,76 min | 26      | ausgeschieden | ausgeschieden | ausgeschieden | ausgeschieden | 26   |

### Taekwondo
| Athleten          | Wettbewerb        | Achtelfinale      | Achtelfinale | Viertelfinale  | Viertelfinale | Hoffnungsrunde Halbfinale | Hoffnungsrunde Halbfinale | Halbfinale      | Halbfinale    | Hoffnungsrunde Finale | Hoffnungsrunde Finale | Finale        | Finale        | Rang          |
| Athleten          | Wettbewerb        | Gegner            | Ergebnis     | Gegner         | Ergebnis      | Gegner                    | Ergebnis                  | Gegner          | Ergebnis      | Gegner                | Ergebnis              | Gegner        | Ergebnis      | Rang          |
| ----------------- | ----------------- | ----------------- | ------------ | -------------- | ------------- | ------------------------- | ------------------------- | --------------- | ------------- | --------------------- | --------------------- | ------------- | ------------- | ------------- |
| Frauen            |                   |                   |              |                |               |                           |                           |                 |               |                       |                       |               |               |               |
| Tijana Bogdanović | Klasse bis 49 kg  | Patimat Abakarova | 3:2          | Wu Jingyu      | 17:7          | –                         | –                         | Itzel Manjarrez | 10:0          | –                     | –                     | Kim So-hui    | 6:7           | Silber        |
| Milica Mandić     | Klasse über 67 kg | Tina Røe Skaar    | 8:2          | Bianca Walkden | 0:5           | ausgeschieden             | ausgeschieden             | ausgeschieden   | ausgeschieden | ausgeschieden         | ausgeschieden         | ausgeschieden | ausgeschieden | ausgeschieden |

### Tennis
| Athleten                          | Wettbewerb | 1. Runde                     | 1. Runde      | 2. Runde      | 2. Runde      | Achtelfinale              | Achtelfinale  | Viertelfinale | Viertelfinale | Halbfinale    | Halbfinale    | Finale        | Finale        |
| Athleten                          | Wettbewerb | Gegner                       | Ergebnis      | Gegner        | Ergebnis      | Gegner                    | Ergebnis      | Gegner        | Ergebnis      | Gegner        | Ergebnis      | Gegner        | Ergebnis      |
| --------------------------------- | ---------- | ---------------------------- | ------------- | ------------- | ------------- | ------------------------- | ------------- | ------------- | ------------- | ------------- | ------------- | ------------- | ------------- |
| Frauen                            |            |                              |               |               |               |                           |               |               |               |               |               |               |               |
| Ana Ivanović                      | Einzel     | Carla Suárez Navarro         | 6:2, 1:6, 2:6 | ausgeschieden | ausgeschieden | ausgeschieden             | ausgeschieden | ausgeschieden | ausgeschieden | ausgeschieden | ausgeschieden | ausgeschieden | ausgeschieden |
| Aleksandra Krunić                 | Einzel     | Kristina Mladenovic          | 1:6, 4:6      | ausgeschieden | ausgeschieden | ausgeschieden             | ausgeschieden | ausgeschieden | ausgeschieden | ausgeschieden | ausgeschieden | ausgeschieden | ausgeschieden |
| Jelena Janković Aleksandra Krunić | Doppel     | Johanna Konta Heather Watson | 2:6, 1:6      | –             | –             | ausgeschieden             | ausgeschieden | ausgeschieden | ausgeschieden | ausgeschieden | ausgeschieden | ausgeschieden | ausgeschieden |
| Männer                            |            |                              |               |               |               |                           |               |               |               |               |               |               |               |
| Novak Đoković                     | Einzel     | Juan Martín del Potro        | 6:74, 6:72    | ausgeschieden | ausgeschieden | ausgeschieden             | ausgeschieden | ausgeschieden | ausgeschieden | ausgeschieden | ausgeschieden | ausgeschieden | ausgeschieden |
| Viktor Troicki                    | Einzel     | Andy Murray                  | 3:6, 2:6      | ausgeschieden | ausgeschieden | ausgeschieden             | ausgeschieden | ausgeschieden | ausgeschieden | ausgeschieden | ausgeschieden | ausgeschieden | ausgeschieden |
| Novak Đoković Nenad Zimonjić      | Doppel     | Marin Čilić Marin Draganja   | 6:2, 6:2      | –             | –             | Marcelo Melo Bruno Soares | 4:6, 4:6      | ausgeschieden | ausgeschieden | ausgeschieden | ausgeschieden | ausgeschieden | ausgeschieden |

### Tischtennis
| Athleten               | Wettbewerb | Vorrunde  | Vorrunde | 1. Runde       | 1. Runde | 2. Runde      | 2. Runde      | 3. Runde      | 3. Runde      | Achtelfinale  | Achtelfinale  | Viertelfinale | Viertelfinale | Halbfinale    | Halbfinale    | Finale        | Finale        | Rang          |
| Athleten               | Wettbewerb | Gegner    | Ergebnis | Gegner         | Ergebnis | Gegner        | Ergebnis      | Gegner        | Ergebnis      | Gegner        | Ergebnis      | Gegner        | Ergebnis      | Gegner        | Ergebnis      | Gegner        | Ergebnis      | Rang          |
| ---------------------- | ---------- | --------- | -------- | -------------- | -------- | ------------- | ------------- | ------------- | ------------- | ------------- | ------------- | ------------- | ------------- | ------------- | ------------- | ------------- | ------------- | ------------- |
| Männer                 |            |           |          |                |          |               |               |               |               |               |               |               |               |               |               |               |               |               |
| Aleksandar Karakašević | Einzel     | Chris Yan | 4:2      | Paul Drinkhall | 1:4      | ausgeschieden | ausgeschieden | ausgeschieden | ausgeschieden | ausgeschieden | ausgeschieden | ausgeschieden | ausgeschieden | ausgeschieden | ausgeschieden | ausgeschieden | ausgeschieden | ausgeschieden |

### Ringen
| Athleten                         | Wettbewerb       | 1. Runde | 1. Runde | Achtelfinale       | Achtelfinale | Viertelfinale         | Viertelfinale | Halbfinale        | Halbfinale    | Hoffnungsrunde Viertelfinale | Hoffnungsrunde Viertelfinale | Hoffnungsrunde Halbfinale | Hoffnungsrunde Halbfinale | Hoffnungsrunde Finale | Hoffnungsrunde Finale | Finale             | Finale        | Rang |
| Athleten                         | Wettbewerb       | Gegner   | Ergebnis | Gegner             | Ergebnis     | Gegner                | Ergebnis      | Gegner            | Ergebnis      | Gegner                       | Ergebnis                     | Gegner                    | Ergebnis                  | Gegner                | Ergebnis              | Gegner             | Ergebnis      | Rang |
| -------------------------------- | ---------------- | -------- | -------- | ------------------ | ------------ | --------------------- | ------------- | ----------------- | ------------- | ---------------------------- | ---------------------------- | ------------------------- | ------------------------- | --------------------- | --------------------- | ------------------ | ------------- | ---- |
| griechisch-römischer Stil Männer |                  |          |          |                    |              |                       |               |                   |               |                              |                              |                           |                           |                       |                       |                    |               |      |
| Kristijan Fris                   | Klasse bis 59 kg | Freilos  | Freilos  | Elmurat Tasmuradov | 1:3          | ausgeschieden         | ausgeschieden | ausgeschieden     | ausgeschieden | ausgeschieden                | ausgeschieden                | ausgeschieden             | ausgeschieden             | ausgeschieden         | ausgeschieden         | ausgeschieden      | ausgeschieden | 13   |
| Davor Štefanek                   | Klasse bis 66 kg | Freilos  | Freilos  | Tomohiro Inoue     | 4:0          | Frank Stäbler         | 3:1           | Schmagi Bolkwadse | 5:0           | –                            | –                            | –                         | –                         | –                     | –                     | Mihran Harutjunjan | 3:1           | Gold |
| Viktor Nemeš                     | Klasse bis 75 kg | Freilos  | Freilos  | Dilshod Turdiyev   | 3:1          | Mark Overgaard Madsen | 0:3           | ausgeschieden     | ausgeschieden | Freilos                      | Freilos                      | Saeid Mourad Abdvali      | 1:3                       | –                     | –                     | ausgeschieden      | ausgeschieden | 8    |

### Radsport

#### Straße
| Athleten    | Wettbewerb    | Zeit          | Rang          |
| ----------- | ------------- | ------------- | ------------- |
| Männer      |               |               |               |
| Ivan Stević | Straßenrennen | nicht beendet | nicht beendet |

#### Mountainbike
| Athleten         | Wettbewerb    | Zeit      | Rang |
| ---------------- | ------------- | --------- | ---- |
| Frauen           |               |           |      |
| Jovana Crnogorac | Cross-Country | +2 Runden | 27   |

### Rudern
| Athleten                         | Wettbewerb             | Vorlauf     | Vorlauf | Vorlauf       | Hoffnungslauf | Hoffnungslauf | Hoffnungslauf | Halbfinale  | Halbfinale | Halbfinale    | Finale      | Finale | Rang |
| Athleten                         | Wettbewerb             | Zeit        | Platz   | Qualifikation | Zeit          | Platz         | Qualifikation | Zeit        | Platz      | Qualifikation | Zeit        | Platz  | Rang |
| -------------------------------- | ---------------------- | ----------- | ------- | ------------- | ------------- | ------------- | ------------- | ----------- | ---------- | ------------- | ----------- | ------ | ---- |
| Männer                           |                        |             |         |               |               |               |               |             |            |               |             |        |      |
| Nenad Beđik Miloš Vasić          | Zweier ohne Steuermann | gekentert   | 4       | Hoffnungslauf | 6:34,52 min   | 2             | Halbfinale    | 6:31,00 min | 5          | B-Finale      | 7:04,71 min | 4      | 10   |
| Marko Marjanović Andrija Šljukić | Doppelzweier           | 7:07,29 min | 4       | Hoffnungslauf | 6:20,62 min   | 3             | Halbfinale    | 6:27,66 min | 5          | B-Finale      | 7:03,13 min | 4      | 10   |

### Volleyball
| Wettbewerb    | Frauen |
| ------------- | --- |
| Athletinnen   | Bianka Buša Jovana Brakočević Bojana Živković Tijana Malešević Brankica Mihajlović Maja Ognjenović Stefana Veljković Jelena Nikolić Jovana Stevanović Milena Rašić Silvija Popović Tijana Bošković |
| Trainer       | Zoran Terzić |
| Gruppenphase  | Italien 3:0 (27:25, 25:20, 25:23) Puerto Rico 3:0 (29:27, 25:18, 25:20) USA 1:3 (17:25, 25:21, 18:25, 19:25) China 3:0 (25:19, 25:19, 25:22) Niederlande 2:3 (22:25, 20:25, 25:22, 25:18, 8:15)    |
| Viertelfinale | Russland 3:0 (25:9, 25:22, 25:21) |
| Halbfinale    | USA 3:2 (20:25, 25:17, 25:21, 16:25, 15:13) |
| Finale        | China 1:3 (25:19, 17:25, 22:25, 23:25) |
| Platzierung   | Silber |

### Wasserball
| Wettbewerb    | Männer |
| ------------- | --- |
| Athleten      | Gojko Pijetlović Dušan Mandić Živko Gocić Sava Ranđelović Miloš Ćuk Duško Pijetlović Slobodan Nikić Milan Aleksić Nikola Jakšić Filip Filipović Andrija Prlainović Stefan Mitrović Branislav Mitrović |
| Trainer       | Dejan Savić |
| Gruppenphase  | Ungarn (13:13) Griechenland (9:9) Brasilien (5:6) Australien (10:8) Japan (12:8) |
| Viertelfinale | Spanien (10:7) |
| Halbfinale    | Italien (10:8) |
| Finale        | Kroatien (11:7) |
| Platzierung   | Gold |